# Tornei di tennis maschili nel 1946
Prima della nascita della cosiddetta "Era Open" del tennis, ossia l'apertura ai tennisti professionisti dei tornei che prima di quell'anno erano riservati ai tennisti dilettanti. Nel 1946 i tornei si distinguevano in pro e amatoriali: ai primi potevano partecipare solo i giocatori professionisti, mentre ai secondi potevano partecipare solo i tennisti dilettanti. Tutti i tornei più importanti erano amatoriali tra questi c'erano i tornei del Grande Slam: gli Australian Championships, gli Internazionali di Francia, il Torneo di Wimbledon e gli U.S. National Championships.

## Calendario

### Legenda
| Tornei amatoriali       |
| Tornei professionistici |

### Gennaio
| Settimana  | Torneo                                                                           | Vincitore                                | Finalista                 | Semifinalisti                | Eliminati ai quarti                                      |
| ---------- | -------------------------------------------------------------------------------- | ---------------------------------------- | ------------------------- | ---------------------------- | -------------------------------------------------------- |
| Gennaio    | Western Province Championships 1946 Città del Capo, Sudafrica Singolare - Doppio | Norman Farquharson 7-5 6-1               | Alan Milne                |                              |                                                          |
| Gennaio    | Western Province Championships 1946 Città del Capo, Sudafrica Singolare - Doppio |                                          |                           |                              |                                                          |
| Gennaio    | Southern Transvaal Championships 1946 Johannesburg, Sudafrica Singolare - Doppio | Eric Sturgess 6-0 6-1 6-0                | H. Silson                 |                              |                                                          |
| Gennaio    | Southern Transvaal Championships 1946 Johannesburg, Sudafrica Singolare - Doppio |                                          |                           |                              |                                                          |
| 1º gennaio | International Christmas Tournament 1946 Barcellona, Spagna Singolare - Doppio    | Yvon Petra 4-6 6-1 6-1 6-3               | Henri Cochet              |                              |                                                          |
| 1º gennaio | International Christmas Tournament 1946 Barcellona, Spagna Singolare - Doppio    |                                          |                           |                              |                                                          |
| 2 gennaio  | South Australian Championships 1946 Adelaide, Australia Singolare - Doppio       | John Bromwich 6-1 6-3 6-1                | Frank Sedgman             | Max Bonner Jack Edwin Harper | Donald Turnball Colin Foster Long Lionel Brodie Ray Cock |
| 2 gennaio  | South Australian Championships 1946 Adelaide, Australia Singolare - Doppio       |                                          |                           | Max Bonner Jack Edwin Harper | Donald Turnball Colin Foster Long Lionel Brodie Ray Cock |
| 12 gennaio | Sydney Manly Seaside Championships 1946 Sydney, Australia Singolare - Doppio     | Dinny Pails 6-0 6-3                      | Robert R. Barnes          |                              |                                                          |
| 12 gennaio | Sydney Manly Seaside Championships 1946 Sydney, Australia Singolare - Doppio     |                                          |                           |                              |                                                          |
| 12 gennaio | New Zealand Championships 1946 Auckland, Nuova Zelanda Singolare - Doppio        | Ronald S. McKenzie 6-1 6-0 7-5           | Stan Painter              |                              |                                                          |
| 12 gennaio | New Zealand Championships 1946 Auckland, Nuova Zelanda Singolare - Doppio        | Owen M. Bold Jeff Robson                 |                           |                              |                                                          |
| 12 gennaio | Cumberland Championships 1946 Sydney, Australia Singolare - Doppio               | Dinny Pails 6-4 6-0                      | Noel Kirkby               |                              |                                                          |
| 12 gennaio | Cumberland Championships 1946 Sydney, Australia Singolare - Doppio               |                                          |                           |                              |                                                          |
| 13 gennaio | Dixie Championships 1946 Tampa, USA Singolare - Doppio                           | Bill Talbert 6-3 6-2 6-1                 | Bryan Grant               |                              |                                                          |
| 13 gennaio | Dixie Championships 1946 Tampa, USA Singolare - Doppio                           |                                          |                           |                              |                                                          |
| 13 gennaio | Desert Pro Championships 1946 Palm Springs, USA Cemento Singolare - Doppio       | Bobby Riggs 6-4 6-4 6-3                  | Fred Perry                | Bill Tilden                  | Wayne Sabin Bob Harmon Jack March                        |
| 13 gennaio | Desert Pro Championships 1946 Palm Springs, USA Cemento Singolare - Doppio       | Jack Jossi Bill Crosby                   | Carl Earn John Howard     | Bill Tilden                  | Wayne Sabin Bob Harmon Jack March                        |
| 16 gennaio | Tucson Pro Championships 1946 Tucson, USA Cemento Singolare - Doppio             | Fred Perry 4-6 2-6 6-3 11-9 10-8         | Bobby Riggs               | Bill Tilden Wayne Sabin      |                                                          |
| 16 gennaio | Tucson Pro Championships 1946 Tucson, USA Cemento Singolare - Doppio             |                                          |                           | Bill Tilden Wayne Sabin      |                                                          |
| 19 gennaio | Florida West Coast Championships 1946 Saint Petersburg, USA Singolare - Doppio   | Bill Talbert 6-4 6-3 6-3                 | Gardnar Mulloy            |                              |                                                          |
| 19 gennaio | Florida West Coast Championships 1946 Saint Petersburg, USA Singolare - Doppio   |                                          |                           |                              |                                                          |
| 21 gennaio | Florida State Championships 1946 Orlando, USA Singolare - Doppio                 | Frank Guernsey 6-3 11-9 6-1              | Alejo Russell             |                              |                                                          |
| 21 gennaio | Florida State Championships 1946 Orlando, USA Singolare - Doppio                 |                                          |                           |                              |                                                          |
| 21 gennaio | Arizona State Pro Championships 1946 Phoenix, USA Cemento Singolare - Doppio     | Bobby Riggs 6-1 6-4 6-3                  | Fred Perry                |                              |                                                          |
| 21 gennaio | Arizona State Pro Championships 1946 Phoenix, USA Cemento Singolare - Doppio     |                                          |                           |                              |                                                          |
| 28 gennaio | Australian Championships 1946 Adelaide, Australia Singolare - Doppio             | John Bromwich 5-7 6-3 7-5 3-6 6-2        | Dinny Pails               |                              |                                                          |
| 28 gennaio | Australian Championships 1946 Adelaide, Australia Singolare - Doppio             | John Bromwich Adrian Quist 6-3, 6-1, 9-7 | Max Newcombe Len Schwartz |                              |                                                          |
| 28 gennaio | Pasadena Pro Championships 1946 Pasadena, USA Cemento Singolare - Doppio         | Bobby Riggs 6-4 3-6 6-4 2-6 6-3          | Fred Perry                | Johnny Faunce Bill Tilden    |                                                          |
| 28 gennaio | Pasadena Pro Championships 1946 Pasadena, USA Cemento Singolare - Doppio         |                                          |                           | Johnny Faunce Bill Tilden    |                                                          |

### Febbraio
| Settimana   | Torneo                                                                                     | Vincitore                          | Finalista         | Semifinalisti          | Eliminati ai quarti                                  |
| ----------- | ------------------------------------------------------------------------------------------ | ---------------------------------- | ----------------- | ---------------------- | ---------------------------------------------------- |
| 4 febbraio  | University of Miami Championships 1946 Coral Gables, USA Singolare - Doppio                | Bill Talbert 7-5 6-1               | Pancho Segura     |                        |                                                      |
| 4 febbraio  | University of Miami Championships 1946 Coral Gables, USA Singolare - Doppio                |                                    |                   |                        |                                                      |
| 11 febbraio | South Florida Championships 1946 West Palm Beach, USA Singolare - Doppio                   | Gardnar Mulloy 6-4 6-3             | Pancho Segura     |                        |                                                      |
| 11 febbraio | South Florida Championships 1946 West Palm Beach, USA Singolare - Doppio                   |                                    |                   |                        |                                                      |
| 12 febbraio | Missouri Valley Indoor Pro Championships 1946 Omaha, USA Cemento indoor Singolare - Doppio | Fred Perry 7-5 4-6 6-2 6-3         | Wayne Sabin       | Carl Earn Bill Tilden  | Bobby Riggs                                          |
| 12 febbraio | Missouri Valley Indoor Pro Championships 1946 Omaha, USA Cemento indoor Singolare - Doppio |                                    |                   | Carl Earn Bill Tilden  | Bobby Riggs                                          |
| 17 febbraio | Austin Smith Championships 1946 Fort Lauderdale, USA Singolare - Doppio                    | Herbert Behrens                    | Gardnar Mulloy    |                        |                                                      |
| 17 febbraio | Austin Smith Championships 1946 Fort Lauderdale, USA Singolare - Doppio                    |                                    |                   |                        |                                                      |
| 17 febbraio | Swedish Covered Court Championships 1946 Stoccolma, Svezia Singolare - Doppio              | Lennart Bergelin 6-8 6-3 6-3 13-11 | Torsten Johansson |                        |                                                      |
| 17 febbraio | Swedish Covered Court Championships 1946 Stoccolma, Svezia Singolare - Doppio              |                                    |                   |                        |                                                      |
| 24 febbraio | South Atlantic Championships 1946 Daytona Beach, USA Singolare - Doppio                    | Gardnar Mulloy 6-3 7-5             | Morey Lewis       |                        |                                                      |
| 24 febbraio | South Atlantic Championships 1946 Daytona Beach, USA Singolare - Doppio                    |                                    |                   |                        |                                                      |
| 25 febbraio | Buffalo Indoor 1946 Buffalo, USA Singolare - Doppio                                        | Don McNeill 7-5 6-3                | Sidney Wood       |                        |                                                      |
| 25 febbraio | Buffalo Indoor 1946 Buffalo, USA Singolare - Doppio                                        |                                    |                   |                        |                                                      |
| 28 febbraio | Miami Gold Cup Pro Championships 1946 Miami Beach, USA Singolare - Doppio                  | Welby van Horn 6-4 6-2 6-4         | Frank Kovacs      | Fred Perry Bill Tilden | Jack Jossi Martin Buxby Lloyd Budge Vincent Richards |
| 28 febbraio | Miami Gold Cup Pro Championships 1946 Miami Beach, USA Singolare - Doppio                  |                                    |                   | Fred Perry Bill Tilden | Jack Jossi Martin Buxby Lloyd Budge Vincent Richards |

### Marzo
| Settimana | Torneo                                                                               | Vincitore                       | Finalista     | Semifinalisti | Eliminati ai quarti |
| --------- | ------------------------------------------------------------------------------------ | ------------------------------- | ------------- | ------------- | ------------------- |
| 9 marzo   | Northern Suburbs Hard Court Championships 1946 Killara, Australia Singolare - Doppio | Dinny Pails 6-3 6-4             | Adrian Quist  |               |                     |
| 9 marzo   | Northern Suburbs Hard Court Championships 1946 Killara, Australia Singolare - Doppio |                                 |               |               |                     |
| 10 marzo  | Western Suburbs Championships 1946 Sydney, Australia Singolare - Doppio              | Dinny Pails 6-1 6-3             | Noel Kirkby   |               |                     |
| 10 marzo  | Western Suburbs Championships 1946 Sydney, Australia Singolare - Doppio              |                                 |               |               |                     |
| 16 marzo  | US Indoors 1946 New York, USA Singolare - Doppio                                     | Pancho Segura 1-6 6-3 6-4 7-5   | Don McNeill   |               |                     |
| 16 marzo  | US Indoors 1946 New York, USA Singolare - Doppio                                     |                                 |               |               |                     |
| 19 marzo  | Monte Carlo Cup 1946 Monte Carlo, Monte Carlo Singolare - Doppio                     | Pierre Pellizza 6-3 6-2 4-6 6-3 | Yvon Petra    |               |                     |
| 19 marzo  | Monte Carlo Cup 1946 Monte Carlo, Monte Carlo Singolare - Doppio                     |                                 |               |               |                     |
| 24 marzo  | Egypt National Championships 1946 Il Cairo, Egitto Singolare - Doppio                | Adly Shafei 6-4 6-3             | Andre Najar   |               |                     |
| 24 marzo  | Egypt National Championships 1946 Il Cairo, Egitto Singolare - Doppio                |                                 |               |               |                     |
| 24 marzo  | Town House Invitational Tournament 1946 Los Angeles, USA Singolare - Doppio          | Bob Falkenburg 1-6 6-1 6-2      | Gayle Kellogg |               |                     |
| 24 marzo  | Town House Invitational Tournament 1946 Los Angeles, USA Singolare - Doppio          |                                 |               |               |                     |

### Aprile
| Settimana | Torneo                                                                                               | Vincitore                          | Finalista          | Semifinalisti | Eliminati ai quarti |
| --------- | --- | ---------------------------------- | ------------------ | ------------- | ------------------- |
| aprile    | Monegasque Championships 1946 Monte Carlo, Monte Carlo Singolare - Doppio                            | Eric Conrad Peters 6-0 6-2         | Patorni            |               |                     |
| aprile    | Monegasque Championships 1946 Monte Carlo, Monte Carlo Singolare - Doppio                            |                                    |                    |               |                     |
| aprile    | Nice Lawn Tennis Club Championships 1946 Nizza, Francia Singolare - Doppio                           | Pierre Pellizza 12-10 5-7 6-0 6-1  | Yvon Petra         |               |                     |
| aprile    | Nice Lawn Tennis Club Championships 1946 Nizza, Francia Singolare - Doppio                           |                                    |                    |               |                     |
| aprile    | South Western Pro Indoor Championships 1946 Phoenix, USA Singolare - Doppio                          | Frank Kovacs 1-6 4-6 10-8 6-3 6-1  | Carl Earn          |               |                     |
| aprile    | South Western Pro Indoor Championships 1946 Phoenix, USA Singolare - Doppio                          |                                    |                    |               |                     |
| 1º aprile | City of Miami Championships 1946 Miami, USA Singolare - Doppio                                       | Pancho Segura 6-8 6-0 6-1          | Bill Talbert       |               |                     |
| 1º aprile | City of Miami Championships 1946 Miami, USA Singolare - Doppio                                       |                                    |                    |               |                     |
| 7 aprile  | Egyptian International Alexandria Championships 1946 Alessandria d'Egitto, Egitto Singolare - Doppio | Robert Abdesselam 9-7 6-3 6-1      | Adly Shafei        |               |                     |
| 7 aprile  | Egyptian International Alexandria Championships 1946 Alessandria d'Egitto, Egitto Singolare - Doppio |                                    |                    |               |                     |
| 13 aprile | Surrey Hard Court Championships 1946 Sutton, Gran Bretagna Singolare - Doppio                        | Jack Edwin Harper 4-6 6-2 6-2      | Sin-Khie Kho       |               |                     |
| 13 aprile | Surrey Hard Court Championships 1946 Sutton, Gran Bretagna Singolare - Doppio                        |                                    |                    |               |                     |
| 15 aprile | Beverley Hills Championships 1946 Los Angeles, USA Singolare - Doppio                                | Jack Kramer 6-4 9-7 6-1            | Tom Brown          |               |                     |
| 15 aprile | Beverley Hills Championships 1946 Los Angeles, USA Singolare - Doppio                                |                                    |                    |               |                     |
| 15 aprile | Palm Springs Pro Championships 1946 Palm Springs, USA Singolare - Doppio                             | Fred Perry 0-6 2-6 7-5 8-6 6-3     | Carl Earn          |               |                     |
| 15 aprile | Palm Springs Pro Championships 1946 Palm Springs, USA Singolare - Doppio                             |                                    |                    |               |                     |
| 20 aprile | Cumberland Hard Court Championships 1946 Hampstead, Gran Bretagna Singolare - Doppio                 | Roland E. Carter 6-4 6-2           | Cyril Aubrey Kemp  |               |                     |
| 20 aprile | Cumberland Hard Court Championships 1946 Hampstead, Gran Bretagna Singolare - Doppio                 |                                    |                    |               |                     |
| 21 aprile | River Oaks International Tennis Tournament 1946 Houston, USA Singolare - Doppio                      | Gardnar Mulloy 6-4 4-6 6-3 5-7 6-4 | Bill Talbert       |               |                     |
| 21 aprile | River Oaks International Tennis Tournament 1946 Houston, USA Singolare - Doppio                      |                                    |                    |               |                     |
| 22 aprile | Albury Easter Tournament 1946 Albury, Australia Singolare - Doppio                                   | Bill Sidwell 4-6 6-3 7-5           | James Matthews     |               |                     |
| 22 aprile | Albury Easter Tournament 1946 Albury, Australia Singolare - Doppio                                   |                                    |                    |               |                     |
| 22 aprile | South African Championships 1946 Johannesburg, Sudafrica Singolare - Doppio                          | Eric Sturgess 6-0 6-2 6-3          | Norman Farquharson |               |                     |
| 22 aprile | South African Championships 1946 Johannesburg, Sudafrica Singolare - Doppio                          |                                    |                    |               |                     |
| 22 aprile | Northern Rivers Championships 1946 Lismore, Australia Singolare - Doppio                             | Jack Arkinstall 6-3 9-7            | C. Shaw            |               |                     |
| 22 aprile | Northern Rivers Championships 1946 Lismore, Australia Singolare - Doppio                             |                                    |                    |               |                     |
| 22 aprile | Darling Downs Championships 1946 Toowoomba, Australia Singolare - Doppio                             | Geoff Brown 6-4 6-4                | Robert McCarthy    |               |                     |
| 22 aprile | Darling Downs Championships 1946 Toowoomba, Australia Singolare - Doppio                             |                                    |                    |               |                     |
| 23 aprile | Scarborough Hard Court Championships 1946 Scarborough, Gran Bretagna Singolare - Doppio              | Jack Edwin Harper 8-6 3-6 6-1      | Sin-Khie Kho       |               |                     |
| 23 aprile | Scarborough Hard Court Championships 1946 Scarborough, Gran Bretagna Singolare - Doppio              |                                    |                    |               |                     |
| 23 aprile | Western Australian Championships 1946 Perth, Australia Singolare - Doppio                            | Dinny Pails 6-0 6-0 6-1            | Max Bonner         |               |                     |
| 23 aprile | Western Australian Championships 1946 Perth, Australia Singolare - Doppio                            |                                    |                    |               |                     |
| 24 aprile | Tasmanian Championships 1946 Hobart, Australia Singolare - Doppio                                    | John Bromwich 6-1 6-2 6-3          | Lionel Brodie      |               |                     |
| 24 aprile | Tasmanian Championships 1946 Hobart, Australia Singolare - Doppio                                    |                                    |                    |               |                     |
| 27 aprile | Paddington Hard Court Championships 1946 Paddington, Gran Bretagna Singolare - Doppio                | Wai-Chuen Choy 6-2 6-1             | Cyril Aubrey Kemp  |               |                     |
| 27 aprile | Paddington Hard Court Championships 1946 Paddington, Gran Bretagna Singolare - Doppio                |                                    |                    |               |                     |
| 28 aprile | California State Pro Championships 1946 Beverly Hills, USA Singolare - Doppio                        | Frank Kovacs 6-1 7-9 6-2 6-1       | Fred Perry         |               |                     |
| 28 aprile | California State Pro Championships 1946 Beverly Hills, USA Singolare - Doppio                        |                                    |                    |               |                     |

### Maggio
| Settimana | Torneo                                                                                 | Vincitore                        | Finalista                  | Semifinalisti         | Eliminati ai quarti                        |
| --------- | -------------------------------------------------------------------------------------- | -------------------------------- | -------------------------- | --------------------- | ------------------------------------------ |
| 4 maggio  | British Hard Court Championships 1946 Bournemouth, Gran Bretagna Singolare - Doppio    | Jack Edwin Harper 7-5 6-2 6-1    | Derrick William Barton     |                       |                                            |
| 4 maggio  | British Hard Court Championships 1946 Bournemouth, Gran Bretagna Singolare - Doppio    |                                  |                            |                       |                                            |
| 5 maggio  | Southern California State Pro Championships 1946 Santa Barbara, USA Singolare - Doppio | Frank Kovacs 6-2 6-2 6-4         | Fred Perry                 |                       |                                            |
| 5 maggio  | Southern California State Pro Championships 1946 Santa Barbara, USA Singolare - Doppio |                                  |                            |                       |                                            |
| 6 maggio  | Maroochy Tennis Championships 1946 Nambour, Australia Singolare - Doppio               | Patrick Callaghan 2-6 6-4 6-1    | Geoff Brown                |                       |                                            |
| 6 maggio  | Maroochy Tennis Championships 1946 Nambour, Australia Singolare - Doppio               |                                  |                            |                       |                                            |
| 11 maggio | London Hard Court Championships 1946 Hurlingham, Gran Bretagna Singolare - Doppio      | Jack Edwin Harper 1-6 6-4 6-4    | Eric Filby                 |                       |                                            |
| 11 maggio | London Hard Court Championships 1946 Hurlingham, Gran Bretagna Singolare - Doppio      |                                  |                            |                       |                                            |
| 12 maggio | Southern California Championships 1946 Los Angeles, USA Singolare - Doppio             | Jack Kramer 8-6 6-19-7           | Frank Andrew Parker        |                       |                                            |
| 12 maggio | Southern California Championships 1946 Los Angeles, USA Singolare - Doppio             |                                  |                            |                       |                                            |
| 12 maggio | Border Pro Championships 1946 El Paso, USA Singolare - Doppio                          | Fred Perry 4-6 6-3 6-8 6-4 6-3   | Frank Kovacs               | Dick Skeen Jack Jossi | John Howard Carl Earn                      |
| 12 maggio | Border Pro Championships 1946 El Paso, USA Singolare - Doppio                          | Fred Perry Frank Kovacs          | Jack Jossi Dick Skeen      | Dick Skeen Jack Jossi | John Howard Carl Earn                      |
| 18 maggio | California State Championships 1946 Berkeley, USA Singolare - Doppio                   | William Canning 10-8 6-1 6-2     | Clarence Carter            |                       |                                            |
| 18 maggio | California State Championships 1946 Berkeley, USA Singolare - Doppio                   |                                  |                            |                       |                                            |
| 23 maggio | Wichita Falls Pro Championships 1946 Wichita Falls, USA Singolare - Doppio             | Dick Skeen 6-1 6-0 4-6 4-6 6-4   | Frank Kovacs               |                       |                                            |
| 23 maggio | Wichita Falls Pro Championships 1946 Wichita Falls, USA Singolare - Doppio             | Fred Perry Frank Kovacs          | Bill Tilden Bruce Barnes   |                       |                                            |
| 25 maggio | Torneo di Harrogate 1946 Harrogate, Gran Bretagna Singolare - Doppio                   | Jack Edwin Harper 6-3 6-4        | John Olliff                |                       |                                            |
| 25 maggio | Torneo di Harrogate 1946 Harrogate, Gran Bretagna Singolare - Doppio                   |                                  |                            |                       |                                            |
| 28 maggio | Texas State Pro Championships 1946 Dallas, USA Singolare - Doppio                      | Frank Kovacs 4-6 6-3 6-1 3-6 8-6 | Welby van Horn             | Jack Jossi Fred Perry | C.S Jones Dick Skeen Bill Tilden Carl Earn |
| 28 maggio | Texas State Pro Championships 1946 Dallas, USA Singolare - Doppio                      | Fred Perry Frank Kovacs          | Bill Tilden Welby van Horn | Jack Jossi Fred Perry | C.S Jones Dick Skeen Bill Tilden Carl Earn |

### Giugno
| Settimana | Torneo                                                                                    | Vincitore                                     | Finalista                  | Semifinalisti             | Eliminati ai quarti                                |
| --------- | ----------------------------------------------------------------------------------------- | --------------------------------------------- | -------------------------- | ------------------------- | -------------------------------------------------- |
| 1º giugno | Torneo di Chapel Allerton 1946 Chapel Allerton, Gran Bretagna Singolare - Doppio          | Tony Mottram 6-1 6-2                          | Harry Marriner             |                           |                                                    |
| 1º giugno | Torneo di Chapel Allerton 1946 Chapel Allerton, Gran Bretagna Singolare - Doppio          |                                               |                            |                           |                                                    |
| 1º giugno | Barnes 1946 Lowther, Gran Bretagna Singolare - Doppio                                     | Y.Y. Chan 3-6 6-4 7-5                         | Bobby Thorn                |                           |                                                    |
| 1º giugno | Barnes 1946 Lowther, Gran Bretagna Singolare - Doppio                                     |                                               |                            |                           |                                                    |
| 1º giugno | Worcestershire Championships 1946 Malvern, Gran Bretagna Singolare - Doppio               | Arthur Gordon Roberts 13-11 11-9              | J.J.H. Murray              |                           |                                                    |
| 1º giugno | Worcestershire Championships 1946 Malvern, Gran Bretagna Singolare - Doppio               |                                               |                            |                           |                                                    |
| 1º giugno | Surrey Championships 1946 Surbiton, Gran Bretagna Singolare - Doppio                      | Hans van Swol 4-6 6-4 7-5                     | Donald William Butler      |                           |                                                    |
| 1º giugno | Surrey Championships 1946 Surbiton, Gran Bretagna Singolare - Doppio                      |                                               |                            |                           |                                                    |
| 3 giugno  | Western Australian Hard Court Championships 1946 Kalgoorlie, Australia Singolare - Doppio | H. Blacker 6-3 4-6 2-6 6-0 6-1                | R. Stephen                 |                           |                                                    |
| 3 giugno  | Western Australian Hard Court Championships 1946 Kalgoorlie, Australia Singolare - Doppio |                                               |                            |                           |                                                    |
| 8 giugno  | Northern Championships 1946 Manchester, Gran Bretagna Singolare - Doppio                  | Jack Edwin Harper 6-4 6-1                     | Derrick William Barton     |                           |                                                    |
| 8 giugno  | Northern Championships 1946 Manchester, Gran Bretagna Singolare - Doppio                  |                                               |                            |                           |                                                    |
| 8 giugno  | Torneo di Saint George's Hill 1946 Weybridge, Gran Bretagna Singolare - Doppio            | Donald McPhail Hans van Swol titolo condiviso |                            |                           |                                                    |
| 8 giugno  | Torneo di Saint George's Hill 1946 Weybridge, Gran Bretagna Singolare - Doppio            |                                               |                            |                           |                                                    |
| 9 giugno  | Heart of America Tournament 1946 Kansas City, USA Singolare - Doppio                      | Frank Andrew Parker 3-6 8-6 6-3 6-4           | Bill Talbert               |                           |                                                    |
| 9 giugno  | Heart of America Tournament 1946 Kansas City, USA Singolare - Doppio                      |                                               |                            |                           |                                                    |
| 9 giugno  | Tennessee State Pro Championships 1946 Chattanooga, USA Singolare - Doppio                | Bobby Riggs 6-3 4-6 6-0 6-3                   | Frank Kovacs               | Fred Perry Welby van Horn |                                                    |
| 9 giugno  | Tennessee State Pro Championships 1946 Chattanooga, USA Singolare - Doppio                |                                               |                            | Fred Perry Welby van Horn |                                                    |
| 13 giugno | Glamorgan Championships 1946 Dinas Powis, Gran Bretagna Singolare - Doppio                | Gwyn L. Tuckett 11-9 6-3 6-0                  | Arthur Gordon Roberts      |                           |                                                    |
| 13 giugno | Glamorgan Championships 1946 Dinas Powis, Gran Bretagna Singolare - Doppio                |                                               |                            |                           |                                                    |
| 13 giugno | The Priory 1946 Birmingham, Gran Bretagna Singolare - Doppio                              | Tony Mottram 6-2 6-2                          | Donald William Butler      |                           |                                                    |
| 13 giugno | The Priory 1946 Birmingham, Gran Bretagna Singolare - Doppio                              |                                               |                            |                           |                                                    |
| 15 giugno | Kent Championships 1946 Beckenham, Gran Bretagna Singolare - Doppio                       | Geoff Brown 6-1 6-4                           | Hans van Swol              |                           |                                                    |
| 15 giugno | Kent Championships 1946 Beckenham, Gran Bretagna Singolare - Doppio                       |                                               |                            |                           |                                                    |
| 15 giugno | West of England Championships 1946 Bristol, Gran Bretagna Singolare - Doppio              | Sin-Khie Kho 6-4 6-4                          | Ignacy Tloczynski          |                           |                                                    |
| 15 giugno | West of England Championships 1946 Bristol, Gran Bretagna Singolare - Doppio              |                                               |                            |                           |                                                    |
| 16 giugno | Southern Pro Championships 1946 Memphis, USA Erba Singolare - Doppio                      | Don Budge 6-2 1-6 4-6 6-2 6-2                 | Bobby Riggs                | Wayne Sabin Frank Kovacs  | Jack March Fred Perry Johnny Faunce Carl Earn      |
| 16 giugno | Southern Pro Championships 1946 Memphis, USA Erba Singolare - Doppio                      | Bobby Riggs Welby van Horn                    | Don Budge Johnny Faunce    | Wayne Sabin Frank Kovacs  | Jack March Fred Perry Johnny Faunce Carl Earn      |
| 17 giugno | Victorian Hard Court Championships 1946 Melbourne, Australia Singolare - Doppio           | Bill Sidwell 6-1 1-6 6-4                      | Lionel Brodie              |                           |                                                    |
| 17 giugno | Victorian Hard Court Championships 1946 Melbourne, Australia Singolare - Doppio           |                                               |                            |                           |                                                    |
| 17 giugno | Torneo di Wagga Wagga 1946 Wagga Wagga, Australia Singolare - Doppio                      | John Bromwich 6-0 6-0                         | James Matthews             |                           |                                                    |
| 17 giugno | Torneo di Wagga Wagga 1946 Wagga Wagga, Australia Singolare - Doppio                      |                                               |                            |                           |                                                    |
| 22 giugno | Queen's Club Championships 1946 Londra, Gran Bretagna Erba Singolare - Doppio             | Pancho Segura 6-4 0-6 6-4                     | Dinny Pails                |                           |                                                    |
| 22 giugno | Queen's Club Championships 1946 Londra, Gran Bretagna Erba Singolare - Doppio             |                                               |                            |                           |                                                    |
| 22 giugno | Durham Championships 1946 Sunderland, Gran Bretagna Singolare - Doppio                    | Franjo Punčec 6-2 6-2                         | Josip Pallada              |                           |                                                    |
| 22 giugno | Durham Championships 1946 Sunderland, Gran Bretagna Singolare - Doppio                    |                                               |                            |                           |                                                    |
| 23 giugno | Southern Championships 1946 Louisville, USA Singolare - Doppio                            | Bill Talbert 6-4 6-1 0-6 4-6 6-4              | Frank Andrew Parker        |                           |                                                    |
| 23 giugno | Southern Championships 1946 Louisville, USA Singolare - Doppio                            |                                               |                            |                           |                                                    |
| 23 giugno | New Jersey State Championships 1946 Orange, USA Singolare - Doppio                        | Ted Schroeder 2-6 3-6 6-4 6-2 6-3             | Don McNeill                |                           |                                                    |
| 23 giugno | New Jersey State Championships 1946 Orange, USA Singolare - Doppio                        |                                               |                            |                           |                                                    |
| 24 giugno | Richmond Pro Championships 1946 Richmond, USA Terra rossa Singolare - Doppio              | Don Budge 5-7 6-4 2-6 6-3 6-4                 | Bobby Riggs                | Welby van Horn Fred Perry |                                                    |
| 24 giugno | Richmond Pro Championships 1946 Richmond, USA Terra rossa Singolare - Doppio              | Bobby Riggs Welby van Horn                    | Don Budge Wayne Sabin      | Welby van Horn Fred Perry |                                                    |
| 29 giugno | National Collegiate Championships 1946 Evaston, USA Singolare - Doppio                    | Bob Falkenburg 7-5 6-2 6-2                    | Gardner Larned             |                           |                                                    |
| 29 giugno | National Collegiate Championships 1946 Evaston, USA Singolare - Doppio                    |                                               |                            |                           |                                                    |
| 30 giugno | New England Pro Championships 1946 Chesnut Hill, USA Erba Singolare - Doppio              | Bobby Riggs 3-6 6-1 6-1 6-8 6-3               | Don Budge                  | Fred Perry Frank Kovacs   | Gene Mako Welby van Horn Johnny Faunce Wayne Sabin |
| 30 giugno | New England Pro Championships 1946 Chesnut Hill, USA Erba Singolare - Doppio              | Fred Perry Frank Kovacs                       | Bobby Riggs Welby van Horn | Fred Perry Frank Kovacs   | Gene Mako Welby van Horn Johnny Faunce Wayne Sabin |

### Luglio
| Settimana | Torneo                                                                                    | Vincitore                                          | Finalista                   | Semifinalisti            | Eliminati ai quarti                               |
| --------- | ----------------------------------------------------------------------------------------- | -------------------------------------------------- | --------------------------- | ------------------------ | ------------------------------------------------- |
| luglio    | Natal Championships 1946 Durban, Sudafrica Singolare - Doppio                             | Eric Sturgess 10-8 6-4 6-3                         | Eustace Fannin              |                          |                                                   |
| luglio    | Natal Championships 1946 Durban, Sudafrica Singolare - Doppio                             |                                                    |                             |                          |                                                   |
| luglio    | Swiss International Championships 1946 Gstaad, Svizzera Singolare - Doppio                | Jaroslav Drobny 9-7 6-2 1-6 6-1                    | Marcello Del Bello          |                          |                                                   |
| luglio    | Swiss International Championships 1946 Gstaad, Svizzera Singolare - Doppio                |                                                    |                             |                          |                                                   |
| 1º luglio | Tri-State Championships 1946 Cincinnati, USA Singolare - Doppio                           | Clarence Carter 6-1 6-1                            | George E. Richards          |                          |                                                   |
| 1º luglio | Tri-State Championships 1946 Cincinnati, USA Singolare - Doppio                           | Norman Brooks Nick Carter 6-4, 6-1                 | George Ball Glenn Gardner   |                          |                                                   |
| 1º luglio | New York State Clay Court Championships 1946 Queens, USA Singolare - Doppio               | Don McNeill 4-6 4-6 7-5 9-7 8-6                    | Seymour Greenberg           |                          |                                                   |
| 1º luglio | New York State Clay Court Championships 1946 Queens, USA Singolare - Doppio               |                                                    |                             |                          |                                                   |
| 6 luglio  | Torneo di Huddersfield 1946 Huddersfield, Gran Bretagna Singolare - Doppio                | F.B. Webb 6-2 6-3                                  | Harry Marriner              |                          |                                                   |
| 6 luglio  | Torneo di Huddersfield 1946 Huddersfield, Gran Bretagna Singolare - Doppio                |                                                    |                             |                          |                                                   |
| 7 luglio  | U.S. Men's Clay Court Championships 1946 River Forest, USA Terra rossa Singolare - Doppio | Frank Andrew Parker 6-4 6-4 6-2                    | Bill Talbert                |                          |                                                   |
| 7 luglio  | U.S. Men's Clay Court Championships 1946 River Forest, USA Terra rossa Singolare - Doppio | Bill Talbert Gardnar Mulloy                        |                             |                          |                                                   |
| 7 luglio  | Torneo di Wimbledon 1946 Londra, Gran Bretagna Singolare - Doppio                         | Yvon Petra 6-2 6-4 7-9 5-7 6-4                     | Geoff Brown                 |                          |                                                   |
| 7 luglio  | Torneo di Wimbledon 1946 Londra, Gran Bretagna Singolare - Doppio                         | Tom Brown Jack Kramer 6-4, 6-4, 6-2                | Geoff Brown Dinny Pails     |                          |                                                   |
| 7 luglio  | Middles States Pro Championships 1946 Filadelfia, USA Singolare - Doppio                  | Don Budge 6-1 6-2 6-2                              | Welby van Horn              |                          |                                                   |
| 7 luglio  | Middles States Pro Championships 1946 Filadelfia, USA Singolare - Doppio                  |                                                    |                             |                          |                                                   |
| 13 luglio | U.S. Pro Tennis Championships 1946 Forest Hills (New York), USA Erba Singolare - Doppio   | Bobby Riggs 6–3, 6–1, 6–1                          | Don Budge                   | Wayne Sabin Frank Kovacs | Johnny Faunce Fred Perry Carl Earn Welby van Horn |
| 13 luglio | U.S. Pro Tennis Championships 1946 Forest Hills (New York), USA Erba Singolare - Doppio   | Fred Perry Frank Kovacs                            | Welby van Horn Bobby Riggs  | Wayne Sabin Frank Kovacs | Johnny Faunce Fred Perry Carl Earn Welby van Horn |
| 13 luglio | Irish Championships 1946 Dublino, Irlanda Singolare - Doppio                              | Cyril Kemp 6-1 6-2 6-3                             | Sin-Khie Kho                |                          |                                                   |
| 13 luglio | Irish Championships 1946 Dublino, Irlanda Singolare - Doppio                              |                                                    |                             |                          |                                                   |
| 13 luglio | Midland Counties Championships 1946 Edgbaston, Gran Bretagna Singolare - Doppio           | Enrique Morea 6-2 1-6 6-3                          | Adly Shafei                 |                          |                                                   |
| 13 luglio | Midland Counties Championships 1946 Edgbaston, Gran Bretagna Singolare - Doppio           |                                                    |                             |                          |                                                   |
| 13 luglio | Torneo di Matlock 1946 Matlock, Gran Bretagna Singolare - Doppio                          | Mahmoud Talaat 6-4 6-2                             | Frank Andrew Parker         |                          |                                                   |
| 13 luglio | Torneo di Matlock 1946 Matlock, Gran Bretagna Singolare - Doppio                          |                                                    |                             |                          |                                                   |
| 13 luglio | Spring Lake Invitation 1946 Spring Lake, USA Singolare - Doppio                           | Gardnar Mulloy 6-2 6-3 6-2                         | Bobby Riggs                 |                          |                                                   |
| 13 luglio | Spring Lake Invitation 1946 Spring Lake, USA Singolare - Doppio                           |                                                    |                             |                          |                                                   |
| 14 luglio | Western Championships 1946 Chicago, USA Singolare - Doppio                                | Bill Talbert 6-3 6-2 4-6 7-5                       | Seymour Greenberg           |                          |                                                   |
| 14 luglio | Western Championships 1946 Chicago, USA Singolare - Doppio                                |                                                    |                             |                          |                                                   |
| 20 luglio | Torneo di Cheltenham 1946 Cheltenham, Gran Bretagna Singolare - Doppio                    | John K. Drinkall 6-4 5-7 6-4                       | F. Derrick Leyland          |                          |                                                   |
| 20 luglio | Torneo di Cheltenham 1946 Cheltenham, Gran Bretagna Singolare - Doppio                    |                                                    |                             |                          |                                                   |
| 20 luglio | Scottish Championships 1946 Edimburgo, Gran Bretagna Singolare - Doppio                   | Donald McPhail 6-2 6-1 6-1                         | F.M. Davidson               |                          |                                                   |
| 20 luglio | Scottish Championships 1946 Edimburgo, Gran Bretagna Singolare - Doppio                   |                                                    |                             |                          |                                                   |
| 20 luglio | Essex Championships 1946 Frinton, Gran Bretagna Singolare - Doppio                        | Brian Burnett 6-1 6-2                              | R.C.F. Nichols              |                          |                                                   |
| 20 luglio | Essex Championships 1946 Frinton, Gran Bretagna Singolare - Doppio                        |                                                    |                             |                          |                                                   |
| 20 luglio | Welsh Championships 1946 Newport, Gran Bretagna Singolare - Doppio                        | Czeslaw Spychala 6-4 3-6 13-11 8-6                 | Ignacy Tloczynski           |                          |                                                   |
| 20 luglio | Welsh Championships 1946 Newport, Gran Bretagna Singolare - Doppio                        |                                                    |                             |                          |                                                   |
| 20 luglio | Nottinghamshire Championships 1946 Nottingham, Gran Bretagna Singolare - Doppio           | Bobby Meredith 6-3 1-6 6-4                         | Peter E. Hare               |                          |                                                   |
| 20 luglio | Nottinghamshire Championships 1946 Nottingham, Gran Bretagna Singolare - Doppio           |                                                    |                             |                          |                                                   |
| 21 luglio | Pennsylvania Lawn Tennis Championship 1946 Haverford, USA Singolare - Doppio              | Vic Seixas 4-6 6-4 9-7 6-8 6-2                     | Norman K. Brooks            |                          |                                                   |
| 21 luglio | Pennsylvania Lawn Tennis Championship 1946 Haverford, USA Singolare - Doppio              |                                                    |                             |                          |                                                   |
| 21 luglio | Eastern Clay Court Championships 1946 Jackson Heights, USA Singolare - Doppio             | Frank Andrew Parker 6-2 7-5 6-1                    | Gardnar Mulloy              |                          |                                                   |
| 21 luglio | Eastern Clay Court Championships 1946 Jackson Heights, USA Singolare - Doppio             |                                                    |                             |                          |                                                   |
| 28 luglio | Cape Cod Pro Championships 1946 Oyster Harbors, USA Singolare - Doppio                    | Bobby Riggs 6-1 6-2 6-3                            | Welby van Horn              | Carl Earn Johnny Faunce  | Jack Jossi Wayne Sabin Joe Whalen Jack March      |
| 28 luglio | Cape Cod Pro Championships 1946 Oyster Harbors, USA Singolare - Doppio                    | Bobby Riggs Welby van Horn                         | Jack Jossi Wayne Sabin      | Carl Earn Johnny Faunce  | Jack Jossi Wayne Sabin Joe Whalen Jack March      |
| 28 luglio | Internazionali di Francia 1946 Parigi, Francia Singolare - Doppio                         | Marcel Bernard 3-6 2-6 6-1 6-4 6-3                 | Jaroslav Drobny             |                          |                                                   |
| 28 luglio | Internazionali di Francia 1946 Parigi, Francia Singolare - Doppio                         | Marcel Bernard Yvon Petra 7-5, 6-3, 0-6, 1-6, 10-8 | Enrique Morea Pancho Segura |                          |                                                   |
| 28 luglio | Seabright Invitational 1946 Seabright, USA Erba Singolare - Doppio                        | Jack Kramer 6-4 6-4 6-4                            | Gardnar Mulloy              |                          |                                                   |
| 28 luglio | Seabright Invitational 1946 Seabright, USA Erba Singolare - Doppio                        |                                                    |                             |                          |                                                   |
| 29 luglio | Swedish International Hard Court Championships 1946 Båstad, Svezia Singolare - Doppio     | Geoff Brown                                        | Torsten Johansson           |                          |                                                   |
| 29 luglio | Swedish International Hard Court Championships 1946 Båstad, Svezia Singolare - Doppio     |                                                    |                             |                          |                                                   |

### Agosto
| Settimana | Torneo                                                                                   | Vincitore                           | Finalista                  | Semifinalisti             | Eliminati ai quarti                            |
| --------- | ---------------------------------------------------------------------------------------- | ----------------------------------- | -------------------------- | ------------------------- | ---------------------------------------------- |
| agosto    | Canadian Championships 1946 Ottawa, Canada Singolare - Doppio                            | Morey Lewis 2-6 8-6 6-4 6-4         | Donald McDiarmid           |                           |                                                |
| agosto    | Canadian Championships 1946 Ottawa, Canada Singolare - Doppio                            |                                     |                            |                           |                                                |
| 3 agosto  | Torneo di Bury & West Suffolk 1946 Bury - West Suffolk, Gran Bretagna Singolare - Doppio | Roland E. Carter 6-4 6-1            | G.S.W. Pitt                |                           |                                                |
| 3 agosto  | Torneo di Bury & West Suffolk 1946 Bury - West Suffolk, Gran Bretagna Singolare - Doppio |                                     |                            |                           |                                                |
| 3 agosto  | Southampton Invitation 1946 Southampton, USA Singolare - Doppio                          | Gardnar Mulloy 8-6 6-0 3-6 2-6 10-8 | Bill Talbert               |                           |                                                |
| 3 agosto  | Southampton Invitation 1946 Southampton, USA Singolare - Doppio                          |                                     |                            |                           |                                                |
| 3 agosto  | Torneo di Tunbridge Wells 1946 Tunbridge Wells, Gran Bretagna Singolare - Doppio         | Francis J. Wallis 6-1 6-3           | C.N.O. Ritchie             |                           |                                                |
| 3 agosto  | Torneo di Tunbridge Wells 1946 Tunbridge Wells, Gran Bretagna Singolare - Doppio         |                                     |                            |                           |                                                |
| 4 agosto  | Wentworth by the Sea Pro Championships 1946 Porstmouth, USA Singolare - Doppio           | Bobby Riggs 6-1 6-3 6-1             | Welby van Horn             | Johnny Faunce Wayne Sabin | Jack March Jack Jossi Joe Whalen Carl Earn     |
| 4 agosto  | Wentworth by the Sea Pro Championships 1946 Porstmouth, USA Singolare - Doppio           | Jack Jossi Wayne Sabin              | Bobby Riggs Welby van Horn | Johnny Faunce Wayne Sabin | Jack March Jack Jossi Joe Whalen Carl Earn     |
| 10 agosto | Berkshire Championships 1946 Reading, Gran Bretagna Singolare - Doppio                   | Headley T. Baxter 4-6 6-1 6-3       | H.A. Clark                 |                           |                                                |
| 10 agosto | Berkshire Championships 1946 Reading, Gran Bretagna Singolare - Doppio                   |                                     |                            |                           |                                                |
| 10 agosto | Hampshire Championships 1946 Bournemouth, Gran Bretagna Singolare - Doppio               | Ignacy Tloczynski 6-1 6-3           | Derek N. Hardwick          |                           |                                                |
| 10 agosto | Hampshire Championships 1946 Bournemouth, Gran Bretagna Singolare - Doppio               |                                     |                            |                           |                                                |
| 10 agosto | Torneo di North Lonsdale 1946 North Lonsdale, Gran Bretagna Singolare - Doppio           | Gerry L. France 6-4 6-1             | K. Riley                   |                           |                                                |
| 10 agosto | Torneo di North Lonsdale 1946 North Lonsdale, Gran Bretagna Singolare - Doppio           |                                     |                            |                           |                                                |
| 11 agosto | Eastern Grass Court Championships 1946 South Orange, USA Singolare - Doppio              | Don McNeill 3-6 4-6 12-10 7-5 6-3   | Gardnar Mulloy             |                           |                                                |
| 11 agosto | Eastern Grass Court Championships 1946 South Orange, USA Singolare - Doppio              |                                     |                            |                           |                                                |
| 13 agosto | White Mountain Pro Championships 1946 Jefferson, USA Singolare - Doppio                  | Bobby Riggs 6-0 7-9 0-6 6-1 7-5     | Welby van Horn             | Wayne Sabin Carl Earn     | Joe Whalen Jack March Johnny Faunce Jack Jossi |
| 13 agosto | White Mountain Pro Championships 1946 Jefferson, USA Singolare - Doppio                  | Bobby Riggs Welby van Horn          | Jack Jossi Wayne Sabin     | Wayne Sabin Carl Earn     | Joe Whalen Jack March Johnny Faunce Jack Jossi |
| 17 agosto | Queensland Championships 1946 Brisbane, Australia Singolare - Doppio                     | Bill Sidwell 7-9 4-6 6-2 6-3 6-0    | Lionel Brodie              |                           |                                                |
| 17 agosto | Queensland Championships 1946 Brisbane, Australia Singolare - Doppio                     |                                     |                            |                           |                                                |
| 17 agosto | Torneo di Burnham-on-Sea 1946 Burnham-on-Sea, Gran Bretagna Singolare - Doppio           | J.J. Murray 6-1 2-6 6-3             | F.R. Alford                |                           |                                                |
| 17 agosto | Torneo di Burnham-on-Sea 1946 Burnham-on-Sea, Gran Bretagna Singolare - Doppio           |                                     |                            |                           |                                                |
| 17 agosto | Derbyshire Championships 1946 Buxton, Gran Bretagna Singolare - Doppio                   | Dennis H. Slack 6-3 6-2             | C. Hall                    |                           |                                                |
| 17 agosto | Derbyshire Championships 1946 Buxton, Gran Bretagna Singolare - Doppio                   |                                     |                            |                           |                                                |
| 17 agosto | Torneo di Cranleigh 1946 Cranleigh, Gran Bretagna Singolare - Doppio                     | Claude F.O. Lister 5-7 6-3 6-2      | Francis J. Wallis          |                           |                                                |
| 17 agosto | Torneo di Cranleigh 1946 Cranleigh, Gran Bretagna Singolare - Doppio                     |                                     |                            |                           |                                                |
| 17 agosto | Torneo di Torquay 1946 Torquay, Gran Bretagna Singolare - Doppio                         | Henry Billington 7-5 6-0            | Ignacy Tloczynski          |                           |                                                |
| 17 agosto | Torneo di Torquay 1946 Torquay, Gran Bretagna Singolare - Doppio                         |                                     |                            |                           |                                                |
| 17 agosto | British Pro Championships 1946 Eastbourne, Gran Bretagna Singolare - Doppio              | Dan Maskell                         | John J. Pearce             |                           |                                                |
| 17 agosto | British Pro Championships 1946 Eastbourne, Gran Bretagna Singolare - Doppio              | Dan Maskell T.C. Jeffery            | A. Roberts H. Wightman     |                           |                                                |
| 18 agosto | Newport Casino Trophy 1946 Newport, USA Singolare - Doppio                               | Gardnar Mulloy 6-1 2-6 14-12 6-3    | Ted Schroeder              |                           |                                                |
| 18 agosto | Newport Casino Trophy 1946 Newport, USA Singolare - Doppio                               |                                     |                            |                           |                                                |
| 24 agosto | West Sussex Championships 1946 Bognor Regis, Gran Bretagna Singolare - Doppio            | Czeslaw Spychala 6-1 6-0            | Bunny Whiteman             |                           |                                                |
| 24 agosto | West Sussex Championships 1946 Bognor Regis, Gran Bretagna Singolare - Doppio            |                                     |                            |                           |                                                |
| 24 agosto | Torneo di Exmouth 1946 Exmouth, Gran Bretagna Singolare - Doppio                         | F. Derrick Leyland 6-2 6-4          | Jeffrey Michelmore         |                           |                                                |
| 24 agosto | Torneo di Exmouth 1946 Exmouth, Gran Bretagna Singolare - Doppio                         |                                     |                            |                           |                                                |
| 24 agosto | North of England Championships 1946 Scarborough, Gran Bretagna Singolare - Doppio        | Ignacy Tloczynski 10-8 6-2          | Donald William Butler      |                           |                                                |
| 24 agosto | North of England Championships 1946 Scarborough, Gran Bretagna Singolare - Doppio        |                                     |                            |                           |                                                |
| 24 agosto | Scottish Hard Court Championships 1946 St Andrews, Gran Bretagna Singolare - Doppio      | Tadeusz Slawek 4-6 6-3 6-2          | F.M. Davidson              |                           |                                                |
| 24 agosto | Scottish Hard Court Championships 1946 St Andrews, Gran Bretagna Singolare - Doppio      |                                     |                            |                           |                                                |
| 25 agosto | Cotton State Pro Championships 1946 Birmingham, USA Singolare - Doppio                   | Frank Kovacs 3 set a 0              | Carl Earn                  | Welby van Horn Jack Jossi | Bill Tilden Bobby Riggs                        |
| 25 agosto | Cotton State Pro Championships 1946 Birmingham, USA Singolare - Doppio                   | Bobby Riggs Welby van Horn          | Frank Kovacs Martin Buxby  | Welby van Horn Jack Jossi | Bill Tilden Bobby Riggs                        |
| 31 agosto | Torneo di Budleigh Salterton 1946 Budleigh Salterton, Gran Bretagna Singolare - Doppio   | John K. Drinkall 6-2 6-2            | Jeffrey Michelmore         |                           |                                                |
| 31 agosto | Torneo di Budleigh Salterton 1946 Budleigh Salterton, Gran Bretagna Singolare - Doppio   |                                     |                            |                           |                                                |
| 31 agosto | Torneo di Carlisle 1946 Carlisle, Gran Bretagna Singolare - Doppio                       | Cam Malfroy 6-1 5-7 6-3             | Tadeusz Slawek             |                           |                                                |
| 31 agosto | Torneo di Carlisle 1946 Carlisle, Gran Bretagna Singolare - Doppio                       |                                     |                            |                           |                                                |
| 31 agosto | Torneo di Heaton Bradford 1946 Heaton Bradford, Gran Bretagna Singolare - Doppio         | F.B. Webb 6-4 6-2                   | Harry Marriner             |                           |                                                |
| 31 agosto | Torneo di Heaton Bradford 1946 Heaton Bradford, Gran Bretagna Singolare - Doppio         |                                     |                            |                           |                                                |

### Settembre
| Settimana    | Torneo                                                                                    | Vincitore                                             | Finalista                  | Semifinalisti               | Eliminati ai quarti                              |
| ------------ | ----------------------------------------------------------------------------------------- | ----------------------------------------------------- | -------------------------- | --------------------------- | ------------------------------------------------ |
| settembre    | Southern Transvaal Championships 1946 Johannesburg, Sudafrica Singolare - Doppio          | Eustace Fannin 2-6 6-8 11-9 6-4 6-3                   | Eric Sturgess              |                             |                                                  |
| settembre    | Southern Transvaal Championships 1946 Johannesburg, Sudafrica Singolare - Doppio          |                                                       |                            |                             |                                                  |
| 3 settembre  | Smokey Mountain Pro Championships 1946 Asheville, USA Singolare - Doppio                  | Welby van Horn 3 set a 2                              | Frank Kovacs               | Bobby Riggs Carl Earn       | Bill Tilden Johnny Faunce Jack Jossi Jack March  |
| 3 settembre  | Smokey Mountain Pro Championships 1946 Asheville, USA Singolare - Doppio                  | Frank Kovacs Martin Buxby                             | Jack Jossi Bill Tilden     | Bobby Riggs Carl Earn       | Bill Tilden Johnny Faunce Jack Jossi Jack March  |
| 7 settembre  | Middlesex Championships 1946 Chiswick Park, Gran Bretagna Singolare - Doppio              | Czeslaw Spychala 6-8 6-2 6-4                          | Wai-Chuen Choy             |                             |                                                  |
| 7 settembre  | Middlesex Championships 1946 Chiswick Park, Gran Bretagna Singolare - Doppio              |                                                       |                            |                             |                                                  |
| 8 settembre  | U.S. National Championships 1946 New York, USA Erba Singolare - Doppio                    | Jack Kramer 9-7 6-3 6-0                               | Tom Brown                  |                             |                                                  |
| 8 settembre  | U.S. National Championships 1946 New York, USA Erba Singolare - Doppio                    | Gardnar Mulloy Bill Talbert 3-6, 6-4, 2-6, 6-3, 20-18 | Don McNeill Frank Guernsey |                             |                                                  |
| 8 settembre  | Pittsburgh Masters Pro Championships 1946 Sewickley, USA Erba Singolare - Doppio          | Bobby Riggs 4-6 7-5 6-3 6-3                           | Don Budge                  | Welby van Horn Frank Kovacs | Carl Earn Bill Tilden Fred Perry Jack Jossi      |
| 8 settembre  | Pittsburgh Masters Pro Championships 1946 Sewickley, USA Erba Singolare - Doppio          | Frank Kovacs Fred Perry                               | Welby van Horn Bobby Riggs | Welby van Horn Frank Kovacs | Carl Earn Bill Tilden Fred Perry Jack Jossi      |
| 8 settembre  | Czechoslovakian International Championships 1946 Praga, Cecoslovacchia Singolare - Doppio | Marcel Bernard 8-6 11-9 6-3                           | Don Budge                  |                             |                                                  |
| 8 settembre  | Czechoslovakian International Championships 1946 Praga, Cecoslovacchia Singolare - Doppio |                                                       |                            |                             |                                                  |
| 8 settembre  | Australian Hard Court Championships 1946 Sydney, Australia Singolare - Doppio             | Dinny Pails 7-5 6-2 7-5                               | Geoff Brown                |                             |                                                  |
| 8 settembre  | Australian Hard Court Championships 1946 Sydney, Australia Singolare - Doppio             |                                                       |                            |                             |                                                  |
| 11 settembre | Pennsylvania State Clay Court Championships 1946 Allentown, USA Singolare - Doppio        | Felicisimo Ampon 1-6 3-6 6-4 6-2 6-4                  | Alejo Russell              |                             |                                                  |
| 11 settembre | Pennsylvania State Clay Court Championships 1946 Allentown, USA Singolare - Doppio        |                                                       |                            |                             |                                                  |
| 14 settembre | South of England Championships 1946 Eastbourne, Gran Bretagna Singolare - Doppio          | Donald William Butler 6-3 6-4                         | Wai-Chuen Choy             |                             |                                                  |
| 14 settembre | South of England Championships 1946 Eastbourne, Gran Bretagna Singolare - Doppio          |                                                       |                            |                             |                                                  |
| 14 settembre | Torneo di Lee-on-Solent 1946 Lee-on-Solent, Gran Bretagna Singolare - Doppio              | George Godsell 1-6 6-4 6-3                            | John K. Drinkall           |                             |                                                  |
| 14 settembre | Torneo di Lee-on-Solent 1946 Lee-on-Solent, Gran Bretagna Singolare - Doppio              |                                                       |                            |                             |                                                  |
| 15 settembre | Indiana State Pro Championships 1946 Indianapolis, USA Campo indoor Singolare - Doppio    | Bobby Riggs 7-9 6-1 6-2 6-3                           | Don Budge                  | Frank Kovacs Fred Perry     | Wayne Sabin Bill Tilden Carl Earn Welby van Horn |
| 15 settembre | Indiana State Pro Championships 1946 Indianapolis, USA Campo indoor Singolare - Doppio    | Frank Kovacs Fred Perry                               | Welby van Horn Bobby Riggs | Frank Kovacs Fred Perry     | Wayne Sabin Bill Tilden Carl Earn Welby van Horn |
| 16 settembre | New South Wales Hard Court Championships 1946 Dubbo, Australia Singolare - Doppio         | Colin Long 6-4 5-7 6-4                                | Don Rocavert               |                             |                                                  |
| 16 settembre | New South Wales Hard Court Championships 1946 Dubbo, Australia Singolare - Doppio         |                                                       |                            |                             |                                                  |
| 22 settembre | Michigan State Pro Championships 1946 Kalamazoo, USA Singolare - Doppio                   | Frank Kovacs 6-4 6-4 6-4                              | Bobby Riggs                | Carl Earn Welby van Horn    | Bill Tilden Wayne Sabin Johnny Faunce Jack Jossi |
| 22 settembre | Michigan State Pro Championships 1946 Kalamazoo, USA Singolare - Doppio                   | Welby van Horn Bobby Riggs                            | Frank Kovacs Jack Jossi    | Carl Earn Welby van Horn    | Bill Tilden Wayne Sabin Johnny Faunce Jack Jossi |
| 29 settembre | Pacific Southwest Championships 1946 Los Angeles, USA Singolare - Doppio                  | Jack Kramer 6-2 6-8 6-2 8-6                           | Ted Schroeder              |                             |                                                  |
| 29 settembre | Pacific Southwest Championships 1946 Los Angeles, USA Singolare - Doppio                  |                                                       |                            |                             |                                                  |
| 29 settembre | Chicago Pro Championships 1946 (Knollwood Club) Lake Forest, USA Singolare - Doppio       | Frank Kovacs 6-1 6-3 5-7 4-6 6-2                      | Bobby Riggs                | Welby van Horn Carl Earn    | Jack Jossi Wayne Sabin Johnny Faunce Bill Tilden |
| 29 settembre | Chicago Pro Championships 1946 (Knollwood Club) Lake Forest, USA Singolare - Doppio       |                                                       |                            | Welby van Horn Carl Earn    | Jack Jossi Wayne Sabin Johnny Faunce Bill Tilden |
| 30 settembre | Cheltenham Pro Championships 1946 Cheltenham, Gran Bretagna Singolare - Doppio            | Dan Maskell 6-2 6-2 9-11 6-1                          | T.C. Jeffery               |                             |                                                  |
| 30 settembre | Cheltenham Pro Championships 1946 Cheltenham, Gran Bretagna Singolare - Doppio            |                                                       |                            |                             |                                                  |

### Ottobre
| Settimana  | Torneo                                                                                           | Vincitore                                | Finalista                          | Semifinalisti            | Eliminati ai quarti                          |
| ---------- | ------------------------------------------------------------------------------------------------ | ---------------------------------------- | ---------------------------------- | ------------------------ | -------------------------------------------- |
| 6 ottobre  | Pacific Coast Championships 1946 San Francisco, USA Singolare - Doppio                           | Jack Kramer 7-5 4-6 7-5 6-3              | Eddie Moylan                       |                          |                                              |
| 6 ottobre  | Pacific Coast Championships 1946 San Francisco, USA Singolare - Doppio                           | Jack Kramer Bob Falkenburg 6-3, 6-3, 9-7 | Seymour Greenberg Lennart Bergelin |                          |                                              |
| 7 ottobre  | ACT Championships 1946 Canberra, Australia Singolare - Doppio                                    | Aub. Brogan 6-2 6-2                      | Kevin Taylor                       |                          |                                              |
| 7 ottobre  | ACT Championships 1946 Canberra, Australia Singolare - Doppio                                    |                                          |                                    |                          |                                              |
| 13 ottobre | Sydney Metropolitan Grass Court Championships 1946 Sydney, Australia Singolare - Doppio          | Lionel Brodie 6-3 6-3                    | Jack Crawford                      |                          |                                              |
| 13 ottobre | Sydney Metropolitan Grass Court Championships 1946 Sydney, Australia Singolare - Doppio          |                                          |                                    |                          |                                              |
| 13 ottobre | Oklahoma City Pro Championships 1946 (Stockyards Coliseum) Oklahoma City, USA Singolare - Doppio | Bobby Riggs 6-3 6-3 5-7 6-3              | Frank Kovacs                       |                          |                                              |
| 13 ottobre | Oklahoma City Pro Championships 1946 (Stockyards Coliseum) Oklahoma City, USA Singolare - Doppio | Bobby Riggs George Lyttleton Rogers      | Frank Kovacs Jack Jossi            |                          |                                              |
| 15 ottobre | Pan American International Championships 1946 Città del Messico, Messico Singolare - Doppio      | Frank Andrew Parker 6-4 6-8 6-3 5-7 6-1  | Pancho Segura                      |                          |                                              |
| 15 ottobre | Pan American International Championships 1946 Città del Messico, Messico Singolare - Doppio      |                                          |                                    |                          |                                              |
| 19 ottobre | Cromer Covered Court Championships 1946 Cromer, Gran Bretagna Singolare - Doppio                 | Jack Edwin Harper 6-2 6-2                | Ignacy Tloczynski                  |                          |                                              |
| 19 ottobre | Cromer Covered Court Championships 1946 Cromer, Gran Bretagna Singolare - Doppio                 |                                          |                                    |                          |                                              |
| 20 ottobre | San Francisco Pro Championships 1946 San Francisco, USA Singolare - Doppio                       | Don Budge 6-3 7-5 6-4                    | Bobby Riggs                        | Carl Earn Welby van Horn | Bill Tilden Wayne Sabin Jack Jossi Gene Mako |
| 20 ottobre | San Francisco Pro Championships 1946 San Francisco, USA Singolare - Doppio                       |                                          |                                    | Carl Earn Welby van Horn | Bill Tilden Wayne Sabin Jack Jossi Gene Mako |
| 27 ottobre | Sydney Metropolitan Hard Court Championships 1946 Sydney, Australia Singolare - Doppio           | James Gilchrist 6-1 6-4                  | Don Rocavert                       |                          |                                              |
| 27 ottobre | Sydney Metropolitan Hard Court Championships 1946 Sydney, Australia Singolare - Doppio           |                                          |                                    |                          |                                              |

### Novembre
| Settimana   | Torneo                                                                                | Vincitore                                       | Finalista                | Semifinalisti              | Eliminati ai quarti                                            |
| ----------- | ------------------------------------------------------------------------------------- | ----------------------------------------------- | ------------------------ | -------------------------- | -------------------------------------------------------------- |
| 9 novembre  | New South Wales Championships 1946 Sydney, Australia Singolare - Doppio               | John Bromwich 3-6, 6-3, 6-4, 6-4                | Dinny Pails              | Adrian Quist Lionel Brodie | James Matthews James Gilchrist George Worthington Bill Sidwell |
| 9 novembre  | New South Wales Championships 1946 Sydney, Australia Singolare - Doppio               | Dinny Pails Geoff Brown 4-6, 5-7, 6-3, 6-2, 6-4 | Lionel Brodie Colin Long | Adrian Quist Lionel Brodie | James Matthews James Gilchrist George Worthington Bill Sidwell |
| 17 novembre | US Pro Hard Court Championships 1946 Los Angeles, USA Cemento Singolare - Doppio      | Bobby Riggs 6-2 6-4 2-6 6-2                     | Don Budge                | Welby van Horn Carl Earn   | Bert Brown Jack Jossi Wayne Sabin Robert Harman                |
| 17 novembre | US Pro Hard Court Championships 1946 Los Angeles, USA Cemento Singolare - Doppio      | Bobby Riggs Don Budge                           | Carl Earn Gene Mako      | Welby van Horn Carl Earn   | Bert Brown Jack Jossi Wayne Sabin Robert Harman                |
| 24 novembre | Argentina International Championships 1946 Buenos Aires, Argentina Singolare - Doppio | Bob Falkenburg 6-4 5-7 6-4 3-6 7-5              | Enrique Morea            |                            |                                                                |
| 24 novembre | Argentina International Championships 1946 Buenos Aires, Argentina Singolare - Doppio |                                                 |                          |                            |                                                                |
| 24 novembre | Perth Spring Tournament 1946 Perth, Australia Singolare - Doppio                      | Clive Wilderspin 4-6 8-6 6-3 2-6 6-2            | Stephen                  |                            |                                                                |
| 24 novembre | Perth Spring Tournament 1946 Perth, Australia Singolare - Doppio                      |                                                 |                          |                            |                                                                |

### Dicembre
| Settimana  | Torneo                                                                                      | Vincitore                        | Finalista      | Semifinalisti | Eliminati ai quarti |
| ---------- | ------------------------------------------------------------------------------------------- | -------------------------------- | -------------- | ------------- | ------------------- |
| dicembre   | Western Province Championships 1946 Città del Capo, Sudafrica Singolare - Doppio            | Eric Sturgess 6-1 7-5 9-7        | Eustace Fannin |               |                     |
| dicembre   | Western Province Championships 1946 Città del Capo, Sudafrica Singolare - Doppio            |                                  |                |               |                     |
| dicembre   | Swiss Covered Court Championships 1946 (Swiss Indoors) Ginevra, Svizzera Singolare - Doppio | Marcel Bernard 2-6 8-6 6 6-4 6-1 | Gianni Cucelli |               |                     |
| dicembre   | Swiss Covered Court Championships 1946 (Swiss Indoors) Ginevra, Svizzera Singolare - Doppio |                                  |                |               |                     |
| 7 dicembre | Victorian Championships 1946 Melbourne, Australia Singolare - Doppio                        | John Bromwich 8-6 6-4 6-4        | Ted Schroeder  |               |                     |
| 7 dicembre | Victorian Championships 1946 Melbourne, Australia Singolare - Doppio                        |                                  |                |               |                     |

## Pro tour
Nel corso dell'anno si giocarono diversi tornei che facevano parte dei pro tour: un insieme di tornei composti da pochi partecipanti: da 2, 4 o 6 giocatori in cui i migliori tennisti si sfidavano in scontri diretti in varie località. Il vincitore del tour era il tennista che aveva un vantaggio nei testa a testa con gli altri giocatori.
| Data                          | Località             | Nome del tour  | Partecipanti                          |
| ----------------------------- | -------------------- | -------------- | ------------------------------------- |
| 9 marzo 1946 - 1º giugno 1946 | Stati Uniti e Canada | U.S. Tour 1946 | Bobby Riggs (24-22) Don Budge (22-24) |